# Still I Rise
Still I Rise — спільний альбом американського репера Тупака Шакура й гурту Outlawz, третя посмертна платівка виконавця. На альбомі немає деяких учасників з оригінального складу Outlawz, зокрема Хуссейна Фейтла, який покинув гурт, відмовившись підписати угоду з Death Row Records. Реліз містить виключно раніше невиданий матеріал. Станом на 2011, за Nielsen Soundscan, наклад становив 1 692 316 примірників. Платівка дебютувала на 6-ій сходинці Billboard 200 з результатом у 408 тис. проданих копій у США за перший тиждень. RIAA надала альбому платиновий статус. «Letter to the President» потрапила до фільму «Тренувальний день» (2001).

## Список пісень
| №  | Назва                                 | Продюсер                 | Виконавці | Тривалість |
| -- | ------------------------------------- | ------------------------ | --- | ---------- |
| 1  | «Letter to the President»             | QD III                   | - Інтро: E.D.I. Mean - Перший куплет: 2Pac - Приспів: 2Pac, C-Knight - Другий куплет: E.D.I. Mean - Приспів: E.D.I. Mean, C-Knight - Третій куплет: Kastro - Четвертий куплет: 2Pac - П'ятий куплет: Big Syke - Аутро: 2Pac, C-Knight | 6:03       |
| 2  | «Still I Rise»                        | Johnny «J»               | - Інтро: Kastro - Перший куплет: 2Pac - Приспів: Ta'He - Другий куплет: Yaki Kadafi - Третій куплет: Napoleon - Четвертий куплет: Young Noble - П'ятий куплет: Yaki Kadafi                                                            | 4:45       |
| 3  | «Secretz of War»                      | Johnny «J»               | - Приспів: E.D.I. Mean - Перший куплет: E.D.I. Mean - Другий куплет: 2Pac - Третій куплет: Yaki Kadafi - Четвертий куплет: Young Noble                                                                                                | 4:15       |
| 4  | «Baby Don't Cry (Keep Ya Head Up II)» | 2Pac, Soulshock & Karlin | - Інтро: 2Pac - Приспів: 2Pac; H.E.A.T. (бек-вокал) - Перший куплет: 2Pac - Другий куплет: E.D.I. Mean - Третій куплет: Young Noble                                                                                                   | 4:22       |
| 5  | «As the World Turns»                  | Darryl «Big D» Harper    | - Інтро: 2Pac - Перший куплет: 2Pac - Приспів: Darryl «Big D» Harper, 2Pac (бек-вокал) - Другий куплет: Young Noble - Третій куплет: Napoleon - Четвертий куплет: E.D.I. Mean - П'ятий куплет: Yaki Kadafi                            | 5:08       |
| 6  | «Black Jesuz»                         | 2Pac, L Rock Ya          | - Інтро: 2Pac, Yaki Kadafi - Перший куплет: Yaki Kadafi - Другий куплет: Storm - Приспів: 2Pac, Val Young - Третій куплет: Young Noble - Четвертий куплет: 2Pac - П'ятий куплет: Kastro - Аутро: Kastro                               | 4:29       |
| 7  | «Homeboyz»                            | Daz Dillinger            | - Інтро: 2Pac - Перший куплет: 2Pac - Другий куплет: Young Noble - Приспів: 2Pac - Третій куплет: 2Pac | 3:38       |
| 8  | «Hell 4 a Hustler»                    | Damon Thomas             | - Перший verse: 2Pac - Приспів: Outlawz; J. Valentine (бек-вокал) - Другий куплет: E.D.I. Mean, Young Noble - Третій куплет: 2Pac - Аутро: 2Pac                                                                                       | 4:56       |
| 9  | «High Speed»                          | Darryl «Big D» Harper    | - Інтро: Kastro, 2Pac - Перший куплет: 2Pac - Другий куплет: Yaki Kadafi - Третій куплет: E.D.I. Mean - Четвертий куплет: 2Pac - Аутро: 2Pac, E.D.I. Mean                                                                             | 5:59       |
| 10 | «The Good Die Young»                  | Darryl «Big D» Harper    | - Інтро: 2Pac - Перший куплет: 2Pac - Приспів: Val Young - Другий куплет: Napoleon - Третій куплет: Young Noble - Четвертий куплет: Kastro - П'ятий куплет: E.D.I. Mean - Аутро: 2Pac, Young Noble                                    | 5:42       |
| 11 | «Killuminati»                         | Tony Pizarro             | - Перший куплет: 2Pac - Приспів: 2Pac, Kastro; Qierra Davis-Martin (губна гармоніка) - Другий куплет: E.D.I. Mean - Третій куплет: Yaki Kadafi - Аутро: 2Pac                                                                          | 4:02       |
| 12 | «Teardrops and Closed Caskets»        | QD III                   | - Інтро: 2Pac - Перший куплет: Outlawz - Приспів: Nate Dogg, Val Young - Другий куплет: Outlawz - Третій куплет: Outlawz | 5:05       |
| 13 | «Tattoo Tears»                        | Kurupt, E.D.I. Mean      | - Інтро: 2Pac - Перший куплет: 2Pac - Приспів: Outlawz - Другий куплет: Young Noble - Третій куплет: Napoleon - Четвертий куплет: Yaki Kadafi - П'ятий куплет: Kastro                                                                 | 5:02       |
| 14 | «U Can Be Touched»                    | Johnny «J»               | - Інтро: Napoleon - Перший куплет: Napoleon - Приспів: 2Pac - Другий куплет: E.D.I. Mean - Третій куплет: Kastro - Четвертий куплет: Young Noble - П'ятий куплет: Yaki Kadafi                                                         | 4:23       |
| 15 | «Y'all Don't Know Us»                 | Quimmy Quim, Reef        | - Інтро: Young Noble - Перший куплет: Young Noble - Приспів: Young Noble - Другий куплет: Napoleon - Третій куплет: E.D.I. Mean | 4:55       |

## Невикористані треки
- «All Out (Remix)» — пізніше видано на Until the End of Time.
- «Breathin'» (Remix) — пізніше видано на Until the End of Time.
- «Good Life (Remix)» — пізніше видано на Until the End of Time. Містить новий куплет E.D.I. Mean.
- «Last Ones Left» (Remix)" — пізніше видано на Until the End of Time.
- «M.O.B. (Remix)» — пізніше видано на Until The End Of Time.
- «Runnin' on E (Remix)» — пізніше видано на Until The End Of Time з оригінальними куплетами. Пісню записано для офіційно невиданого альбому One Nation. Версія для Still I Rise має нові куплети Napoleon і Storm, замість Хусейна Фейтла, та перезаписаний куплет Young Noble.
- «Secrets of War» (Premix)
- «U Can Be Touched» (Premix)

## Семпли
- «As the World Turns»
  - «Sounds Like a Love Song» у вик. Боббі Ґленна

- «Teardrops and Closed Caskets»
  - «Love Ballad» у вик. L.T.D.

- «U Can Be Touched»
  - «Piano in the Dark» у вик. Бренди Расселл

- «High Speed»
  - «Genius of Love» у вик. Tom Tom Club

## Чартові позиції
| Чарт (2000)               | Найвища позиція |
| ------------------------- | --------------- |
| Австрія                   | 48              |
| Велика Британія           | 75              |
| Ірландія                  | 50              |
| Канада (RPM)              | 9               |
| Нідерланди                | 24              |
| Німеччина                 | 24              |
| Нова Зеландія             | 49              |
| США                       | 6               |
| US Top R&B/Hip-Hop Albums | 2               |
| Швеція                    | 86              |

## Сертифікації
| Країна          | Сертифікація | Наклад   |
| --------------- | ------------ | -------- |
| Велика Британія | Золотий      | 100 тис. |
| Канада          | Золотий      | 50 тис.  |
| США             | Платиновий   | 1 млн    |